# Jean Rolin
Jean Rolin (Borgonha, 1408 - Auxerre, 22 de junho de 1483) foi um cardeal do século XV.

## Primeiros anos
Nasceu em Borgonha em 1408, outono. Filho do chanceler da Borgonha, Nicolas Rolin, e de sua segunda esposa (casou-se três vezes), Jeanne de Landes, filha de Jean, primeiro duque da Borgonha.

## Vida pregressa
Arquidiácono de Autun. Prior de São Marcelo.

## Episcopado
Eleito bispo de Châlons-sour-Saône, 29 de maio de 1431; confirmado pelo papa, 7 de setembro de 1431. Consagrado (nenhuma informação encontrada). Transferido para a sé de Autun em 20 de agosto de 1436; ocupou a sé até sua morte; ele reconstruiu a catedral, que foi destruída por um incêndio.

## Cardinalato
Criado cardeal sacerdote no consistório de 20 de dezembro de 1448; recebeu o título de S. Stefano al Monte Celio em 3 de janeiro de 1449; chegou a Roma em 16 de novembro de 1452; foi recebido no dia seguinte no consistório público; recebeu o chapéu vermelho em 24 de novembro de 1562; deixou Roma e foi para a Borgonha em 1º de fevereiro de 1453; foi para Florença; e depois, para Siena, onde chegou em 16 de abril de 1459; ele assinou uma bula papal no dia 18 de abril seguinte; partiu de Siena para Autun em 5 de maio de 1460. Não participou do conclave de 1455, que elegeu o Papa Calisto III. Fundou em Autun, em homenagem à Bem-Aventurada Virgem Maria, uma igreja colegiada com doze cânones. Não participou do conclave de 1458, que elegeu o Papa Pio II. Nomeado abade comendador de Saint-Martin d'Autun; tomou posse em 10 de setembro de 1462; renunciou ao cargo em 11 de novembro de 1481. Não participou do conclave de 1464, que elegeu o Papa Paulo II. Não participou do conclave de 1471, que elegeu o Papa Sisto IV. Cardeal protoprete , dezembro de 1472. Em 14 de julho de 1473 renunciou à comenda do mosteiro cisterciense de Sainte-Marie de Balorne, arquidiocese de Besançon. Ele foi o confessor do rei Luís XI e do delfim . Ele doou o célebre hospital de Beaume.
Morreu em Auxerre em 22 de junho de 1483. Sepultado no lado esquerdo do altar-mor da catedral de Autun. Em seu testamento, ele fez da igreja de Besse a herdeira de sua riqueza